# Walid Phares
Walid Phares (arabe : وليد فارس API : [waˈliːd ˈfaːres]), né le 24 décembre 1957 à Ghouma au Liban, est un chercheur américain d’origine libanaise maronite, et un soutien du Parti républicain. Il a pris position en faveur de l'intervention américaine en Irak sous l'administration de George Bush. C'est un conseiller controversé de Donald Trump, du fait notamment de son appartenance passée à la milice des Forces libanaises pendant la guerre civile du Liban,. Il est par ailleurs analyste du Proche-Orient auprès de médias, ou de diverses institutions.

## Biographie

### Vie au Liban (1957-1990)

#### Jeunesse et études
Né le 24 décembre 1957 dans une famille chrétienne maronite à Ghouma dans le district de Batroun (Liban), Walid Phares y grandit ainsi qu’à Beyrouth. Il y étudie le droit, la science politique et la sociologie, suivant les cours de l’université Saint-Joseph et de l’Université libanaise, et obtient un diplôme de maîtrise en droit international à l’université Jean-Moulin-Lyon-III.

#### Activités intellectuelles et activisme politique
Dès 1979, Phares obtient une certaine notoriété avec la publication d’un premier livre, al Taadudiya fi Lubnan, dans lequel il applique le concept du choc des civilisations de Huntington au Liban, où coexistent culture chrétienne et culture islamique. C’est ainsi qu’à peine devenu avocat, Phares est engagé comme analyste politique pour la revue Mashreq International dans laquelle il écrit en français, en arabe et en anglais de 1982 à 1987.
En 1981, peu après la fin de son master, il rejoint le Comité des chrétiens du Moyen-Orient (MECHRIC). Écrivain prolifique et contributeur habituel de la presse internationale, il débat à plusieurs reprises contre des musulmans fondamentalistes ou contre des intellectuels nationalistes arabes dans les années 1980 : ses principaux ouvrages sont alors Hiwar Dimucrati (le Dialogue démocratique, 1981) ou al Thawra al Islamiya al Khumaynia (la Révolution de Khomeiny, 1986).
En 1986, il rejoint le bureau politique des Forces libanaises en tant que représentant de l’USDC. En 1988, il est élu secrétaire général de l’UDSC, renommé à cette occasion le parti démocrate social-chrétien (PDSC). C’est à cette époque qu’il plaide en faveur d’une séparation du Liban entre deux parties, l’une musulmane et l’autre chrétienne.
Cependant, il se heurte aux cadres des Forces libanaises en en demandant la démocratisation, ce qui l’amène à quitter le bureau politique en mars 1989[citation nécessaire].
Soutien du général Michel Aoun jusqu’à sa chute le 13 octobre 1990, il est dès lors placé sur une liste des opposants les plus recherchés et contraint de quitter le Liban. En 1990, il s’établit aux États-Unis et obtient la nationalité américaine.

### Vie aux États-Unis (1990-)
Exilé aux États-Unis, Phares devient maître de conférence (senior lecturer) en sciences politiques à l’université Atlantique de Floride en 1993 jusqu’en 2004. Il travaille par ailleurs en lien avec le Centre Ariel de recherche politique (Jérusalem).
Il préside par ailleurs un cercle de pensée, le Global Policy Institute (Washington) et intervient à de nombreuses reprises auprès d’instances internationales : il a par exemple été l’un des acteurs de la résolution 1559 du Conseil de sécurité des Nations unies, en faveur du respect de la souveraineté du Liban contre son occupation par les armées syrienne de Bachar El-Assad et israélienne. Soutien de la révolution du Cèdre et de l’alliance du 14-Mars, il dénonce l’hégémonie du Hezbollah.
En 2016, Donald Trump le choisit pour le conseiller sur les sujets touchant à la politique moyen-orientale et au terrorisme.

## Controverses
W. Pharès a suscité la controverse en raison de sa participation aux milices armées libanaises dans les années 1980 pendant la guerre civile libanaise,,,,. Selon le Washington Post, Phares "était un conseiller politique des miliciens libanais pendant leur guerre contre les factions musulmanes dans les années 1980.". Pharès a affirmé qu'il n'avait été impliqué avec les miliciens qu'à titre politique et qu'il n'avait pas été impliqué  directement dans des actes de violence,.
Abed Ayoub, directeur juridique et politique national du Comité américano-arabe contre la discrimination, déclare à ce sujet : "Si vous regardez son histoire, il était un belliciste et il ne devrait pas être admis à la Maison Blanche. Il faisait partie d'une milice qui a commis des crimes de guerre et, si nécessaire, il devrait être jugé pour crimes de guerre.".
Bien que Phares soit souvent décrit comme un spécialiste du terrorisme, Martha Crenshaw (en), experte en terrorisme de l'université Stanford, a déclaré que Phares n'était "pas un universitaire à part entière"
Il est considéré comme un analyste politique d'extrême-droite

## Œuvres

### Livres
| Année      | Livre | Éditeur                             |
| ---------- | --- | ----------------------------------- |
| 1979       | Pluralism in Lebanon | Université saint-Esprit de Kaslik   |
| 1980       | The Lebanese Thought and the Thesis of Arabization                                                                                    | Dar el-Sharq Presse                 |
| 1981       | Democratic Dialogue | Manshurat el-Tagammoh               |
| 1985       | Thirteen Centuries of Struggle | Machrek Éditions (Beyrouth)         |
| 1986       | The Iranian Islamic Revolution | Dar el-Sharq Presse                 |
| 1995       | Lebanese Christian Nationalism: The Rise and Fall of an Ethnic Resistance                                                             | L. Rienner Publishers               |
| 1998, 2001 | History of the Middle East: Trends and Benchmarks                                                                                     | IRP de l'Université de Miami Presse |
| 2005       | Future Jihad: Terrorist Strategies Against America                                                                                    | Palgrave Macmillan                  |
| 2007       | The War of Ideas: Jihadism against Democracy                                                                                          | Palgrave Macmillan                  |
| 2008       | The Confrontation: Winning the War against Future Jihad                                                                               | Palgrave Macmillan                  |
| 2010       | The Coming Revolution: Struggle for Freedom in the Middle East (édition française : Du printemps arabe à l'automne Islamiste ?, 2013) | Simon & Schuster                    |
| 2014       | The Lost Spring. U.S. Policy in the Middle East and Catastrophes to Avoid                                                             | Palgrave Macmillan                  |

### Documentaires
- Radical Islam: Terror in Its Own Words.